# Taula de Zaragoza
La Taula de Zaragoza tenía como función controlar el movimiento económico a través de las vías de comunicación que llegaban en la Baja Edad Media en Zaragoza, sobre todo el camino fluvial del Ebro.
Las localidades de esta sobrecollida distribuidas de acuerdo con las vías de comunicación eran:
- La ribera norte del Ebro aguas abajo de Zaragoza y hacia Lérida y Barcelona: Movera, Pastriz, La Puebla de Alfindén, Alfajarín, Nuez de Ebro, Villafranca de Ebro, Osera de Ebro, Aguilar de Ebro, Pina de Ebro, Gelsa, Velilla de Ebro, Alborge y Alforque.
- La ribera sur del Ebro aguas abajo de Zaragoza y hacia Tortosa: El Burgo de Ebro, Fuentes de Ebro, Quinto, Matamala, Cinco Olivas, Sástago, La Zaida, La Romana, Escatrón, Valimaña, Chiprana, Caspe y Maella.
- Camino Zaragoza-Castilla: por La Muela (que a su vez era un barrio de Zaragoza).
- La ribera aguas arriba de Zaragoza pertenecía sobre todo a la sobrecollida de Tarazona; la sobrecullida de Zaragoza alcanzaba solo Juslibol, Alfocea y Casetas. Monzalbarba y Utebo en 1489 pertenecían a la sobrecollida de Zaragoza, pero en el fogaje de 1495 figuran ya como lugares de la de Tarazona.[1]
- Camino de Zaragoza hacia Valencia: Cuarte de Huerva, Cadrete, María de Huerva, Botorrita, Mozota, Muel y Longás.
- Camino de Zaragoza hacia Bearn: Villanueva de Gállego, Peñaflor de Gállego, San Mateo de Gállego y Zuera.
- Camino de Zaragoza hacia Huesca: Villamayor de Gállego, Perdiguera y Leciñena.
- Localidades entre las citadas vías: Aguilón, Alacón, Albalate del Arzobispo, Almonacid de la Cuba, Alcaine, Ariño, Belchite, Vinaceite, Castelnou, Codo, Jatiel, Jaulín, Fabara, Fuendetodos, Híjar, Lagata, Lécera, Letux, Mediana de Aragón, Mezalocha, Moneva, Nonaspe, Oliete, La Puebla de Albortón, La Puebla de Híjar, Rodén, Samper de Calanda, Samper de Lagata, Torrecilla de Valmadrid, Tosos, Urrea de Gaén, Villanueva de Huerva, Tosos y Azaila.